# Romance de don Gaiferos
El Romance de don Gaiferos o de don Gaiferos de Mormaltán es una poesía cantable que relata la peregrinación de un don Gaiferos a Santiago de Compostela. Se cree que fue compuesta en el siglo XIII.

## Descubrimiento de la obra

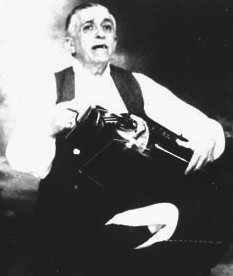
Faustino Santalices tocando la zanfona.

El texto aparece puesto por escrito por primera vez en el ensayo Galicia (1888) de Manuel Murguía, quien afirma que es una obra de origen popular.
Con variaciones en el texto, la versión musicada que se conoce en la actualidad se le debe al gaitero, investigador y zanfonista Faustino Santalices, que la interpretó en 1954 en un recital-homenaje a Ramón Menéndez Pidal. Posteriormente hizo una grabación sonora de esta obra, con acompañamiento de zanfona.

## Teorías sobre la autoría de la obra
Murguía, en la obra citada afirma:

Esperaban al peregrino a la salida de la iglesia apostólica, los cánticos que en sus seis puertas entonaban ciegos y juglares, en torno de los cuales se reunía la multitud. (...) En ellos se declaraban los milagros del Apóstol, los sucesos trágicos del tiempo, los hios en que una fe sencilla se recreaba (...). Uno se conserva, que ha llegado hasta nosotros; lo damos como prueba de la importancia que debieron tener, lo damos también como muestra de la poesía tradicional y del pueblo.

De este modo, para Murguía, el romance tiene un origen popular, que nace de la tradición poética popular que se mueve alrededor del camino y de Compostela. Otros investigadores posteriores harán notar también que, sobre todo pensando en el final del libro y en el papel destacado que se le atribuye al obispo, habría también que hablar de una clara influencia eclesiástica, en un intento de unir la figura heroica de Gaiferos con la del Apóstol.
Sin embargo, también hay investigadores que dudan de la autoría popular y de la datación medieval de la obra. El hecho de que Murguía no aportó mucha información sobre el origen del romance y las circunstancias en las que fue descubierto, así como que no hay ningún otro investigador que encontrara el mismo romance o distintas variantes de él, dan pie a dudas sobre la autenticidad del origen del romance. Así, por ejemplo, Forneiro Pérez hace una defensa clara del origen "de autor" de la obra y de la impostura de la atribución popular:

...Murguía sí utilizó otro tipo de textos inventados o manipulados (...) para sostener la singularidad de la balada gallega. Estos textos eran:
a) Los creados por él mismo como (...) el conocido Don Gaiferos de Mormaltán "venerable" muestra de la literatura del Camino de Santiago. (...)

El romance no solo es falso, sino que además se inspira en la muy dudosa muerte de Guillermo X de Aquitania ante la tumba del apóstol Santiago. la denuncia de su inautenticidad por parte de los investigadores del Seminario Menéndez Pidal en el Catálogo General del Romancero (1984) no parece haber sido recogida y comentada públicamente, que nosotros tengamos conocimiento, entre los persoeiros de la cultura gallega.

## Teoría sobre la identidad del protagonista

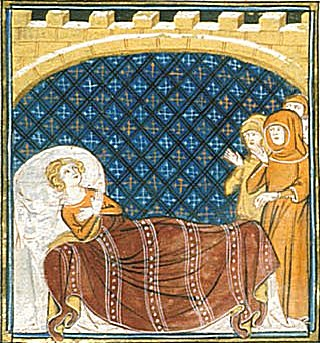
Muerte de Guillermo X.

Los investigadores coinciden en que el personaje histórico que se encuentra tras lo literario es el duque de Aquitania Guillermo X, amigo del arzobispo Diego Xelmírez, y que murió en el año 1137, en peregrinación a la tumba del Apóstol. A pesar de que, durante bastante tiempo se pensó que la figura literaria podía ser fruto de la confusión entre Guillermo III (Gaiferos) y X (quien peregrinó varias veces a Compostela).
Gaiferos sería el equivalente de Walfarius o Waltharius original. El gentilicio de Mormaltán podría ser una deformación de Mont-de-Marsan ciudad de la Gascuña, en Aquitania y por la que pasaba la vía Lemovicensis, uno de los cuatro caminos franceses de peregrinación a Santiago.
Como recogen Murguía y otros, hay coincidencia en que el duque Guillerme murió camino de Compostela. Si bien hay que decir que las versiones más antiguas y seguramente más fieles al original, dicen que murió ya antes de llegar a Galicia. Solo las fuentes más tardías afirman que llegó a Compostela y que, sintiéndose muy enfermo mandó que lo llevaran a la catedral, donde murió. Este segundo final podría ser una versión, igual que el romance, de la leyenda que fue creciendo alrededor de la figura histórica del último duque de Aquitania.

## Texto
Pocos años después, en La Ilustración Gallega y Asturiana se publicó otra versión del romance. Cambia el primer verso y como protagonista aparece el Conde de Montalbán, una nueva variación de Mormaltán